# Antoine van Zyll
Pour les articles homonymes, voir Van Zyll.
Antoine van Zyll, né à Utrecht, mort en 1655, théologien remontrant et pasteur à Alkmaar, est mentionné dans le Parnassus latino-belgicus de M. Hoeufft. Ce savant a de lui des poésies latines inédites, écrites de 1604 à 1652 et parmi lesquelles se trouve une épigramme intitulée In tractatum Manassis - Ben-Israël de resurrectione mortuorum, a me ex hispano latine redditum (1636) ; d'où il paraît que les Libri tres de resurrectione mortuorum, de Manassé-Ben-Israël, publiés par lui en latin, à Amsterdam, en 1636, étaient originairement écrits en espagnol, et ont été traduits en latin par Antoine van Zyll.

## Sources
- « Antoine Van Zyll », dans Louis-Gabriel Michaud, Biographie universelle ancienne et moderne : histoire par ordre alphabétique de la vie publique et privée de tous les hommes avec la collaboration de plus de 300 savants et littérateurs français ou étrangers, 2e édition, 1843-1865 [détail de l’édition]
- Google Books